# Mariana Kotscho
Mariana Kotscho (São Paulo, 2 de abril de 1973) é uma jornalista brasileira.  
É filha do jornalista Ricardo Kotscho e da socióloga Mara Kotscho. Mariana nasceu em São Paulo, onde vive até hoje. Possui uma irmã mais nova, Carolina Kotscho, cineasta e roteirista de renomadas obras como Dois Filhos de Francisco e Hebe: a estrela do Brasil. A jornalista tem três filhos: Laura (18 anos), Isabel (15 anos) e André (14 anos). Formou-se em jornalismo na PUC-SP.  

## Luta feminista
Nos últimos 20 anos, desde que conviveu com Maria da Penha, no Ceará, Mariana é engajada na luta contra a violência doméstica e outras violências contra a mulher no país. Coordena um grupo de apoio às vítimas na plataforma digital Facebook, em que já orientou cinco mil vítimas de violência doméstica, com o auxílio de especialistas nas áreas de segurança e saúde.  Nos últimos anos participou de diversos eventos ligados ao tema: organizou e discursou no ciclo de palestras do evento "Violência Doméstica, até quando a sociedade será conivente?", em 2018, no Memorial da América Latina.

## Carreira jornalística
Mariana tem 29 anos de experiência em televisão. Trabalhou no SBT como produtora do TJ Brasil, entre 1991 e 1994. Em 1994 foi para TV Record, atuando como repórter até 1996. Neste mesmo ano, foi a primeira jornalista a ser chamada para integrar o grupo de repórteres da GloboNews, que estava sendo criada em São Paulo, e desde então trabalhou como repórter para a Rede Globo - de onde saiu em 2007 para se dedicar a outros projetos profissionais, como o SBT Repórter e o programa que estava criando, com sua parceira Roberta Manreza, no ar até hoje, conhecido como Papo de Mãe.      

### TV Globo
Durante os 12 de carreira na TV Globo, Mariana fez reportagens para diversos os telejornais da emissora: SPTV, Fantástico e Jornal Nacional), chegando a apresentar, na GloboNews, o programa de entrevistas Almanaque. Ao longo de sua trajetória, entrevistou pessoas e personalidades das mais diversas áreas: presidentes da República, políticos em geral, empresários, artistas e intelectuais, e entre eles estão Pelé, Xuxa, Luiz Inácio Lula da Silva (Lula), Fernando Henrique Cardoso (FHC), Gisele Bündchen, Raquel de Queiroz, Roberto Carlos, Roberto Freire, D.Paulo Evaristo Arns, Jean Claude Van Damme e Roger Moore.
Entre 1999 e 2000 foi repórter correspondente do JN no Ceará, na filial TV Verdes Mares, onde realizou diversas matérias de denúncias e de cunho social. 
Em setembro de 2021, retornou a TV Globo depois de 14 anos, e passou a ser comentarista do quadro Bem Estar exibido no É de Casa. Mariana também apresentará outro quadro quinzenal no programa, voltado a maternidade, assunto que ela tem bastante experiência por conta do Papo de Mãe.

### Roda Viva
Mariana participou quatro vezes da bancada de jornalistas do programa Roda Viva, na TV Cultura: Ana Maria Braga (29/06/2015), Fafá de Belém (10/08/2015), Maria da Penha (26/11/2018) e Priscila Cruz (13/04/2020).

## Carreira de apresentadora
Em 2009 criou o programa Papo de Mãe com sua parceira Roberta Manreza, que foi ao ar na TV Brasil, pela primeira vez no dia 21 de setembro de 2009, e que durou até 2016, quando ingressou na grade horária de programas da TV Cultura com o nome Programa Papo de Mãe. O programa está no ar até hoje, às segundas-feiras às 19h30, e é um portal de conteúdo sobre criação dos filhos em todas as idades.
Além disso, apresentou em 2019 o programa Capital Mulher, na rádio Capital AM.

## Prêmios e indicações
- 1999: finalista do Prêmio Ayrton Senna de jornalismo por reportagens para o Jornal Nacional.
- 2002: venceu o Prêmio Vladimir Herzog de jornalismo pela GloboNews.
- 2016: recebeu o Troféu Mulher Imprensa da Câmara Municipal de São Paulo.
- 2020: finalista do Prêmio Jatobá com a série Taliberta, sobre violência doméstica, em parceira com Trama Comunicações e Instituto Camila e Luiz Taliberti